# Kaukasiska Albanien

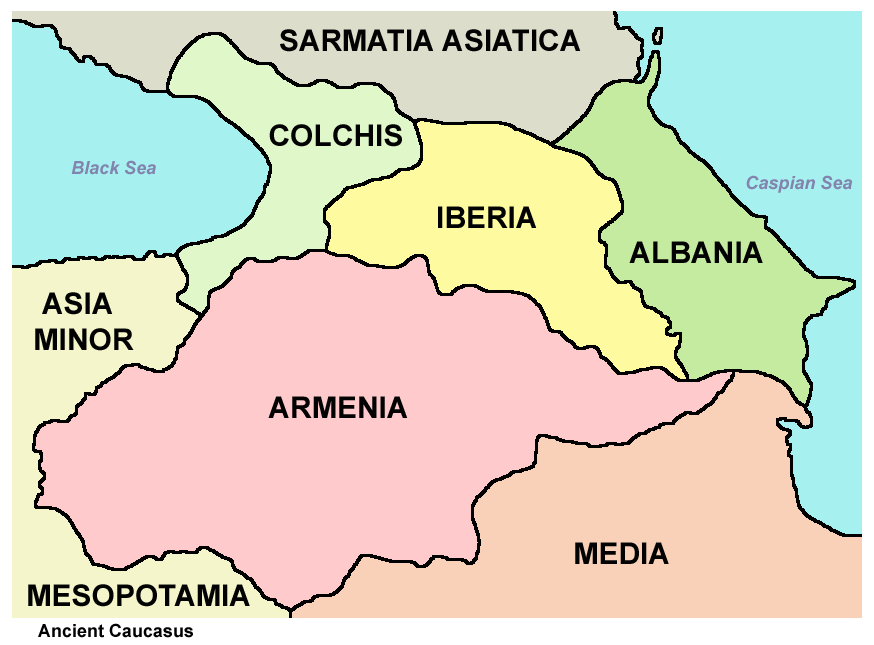
Antikens kaukasiska kungadömen.

Kaukasiska Albanien (latin: Albānia, grekiska: Ἀλβανία: klassisk armeniska: Աղուանք Ałuankʿ, partiska: Ardhan, medelpersiska: Arran) eller Aghbanien var ett antikt kungadöme som täckte det område som idag utgörs av södra Dagestan och det mesta av dagens Azerbajdzjan i Kaukasien. Det historiska området utgörs delvis av enklaven Nagorno-Karabach.
Riket existerade ungefär från 400 f.Kr. till 800 e.Kr. Namnet till trots har landet ingenting att göra med det nutida landet Albanien vid Adriatiska havet. Kungadömet annekterades av Iran år 252 och var sedan en provins under Sassanidernas Iran fram till 600-talet och blev sedan likt Iran en del av Abbasidkalifatet. Abbasidiska Azerbadzjan splittrades i med tiden mer autonoma furstendömen, av vilka Shirvanshah (861-1538) blev den mest långvariga. 